# Cattedrale di San Giovanni Battista (Trnava)
La cattedrale di San Giovanni Battista (in slovacco: Katedrála svätého Jána Krstiteľa, in ungherese: Keresztelő Szent János székesegyház) è la chiesa cattedrale dell'arcidiocesi di Trnava, in Slovacchia. La cattedrale è il primo edificio puramente barocco costruito in Slovacchia. 

## Storia e descrizione
Il donatore di questa cattedrale, Miklós Esterházy, affidò la sua costruzione ai maestri italiani Antonio e Pietro Spazzi nel 1629. La cattedrale, non ancora terminata, fu consacrata nel 1637.
La cattedrale ha una navata unica e due torri, ha un aspetto occidentale e misura circa 61 m di lunghezza e 28 m di larghezza. Sopra il portale principale si trova uno scudo con figure di angeli seduti e lo stemma della Casa di Esterházy.
L'area principale presenta volte a botte con lunette, mentre nelle cappelle su entrambi i lati della navata si trovano volte a padiglione.
Il più grande tesoro di tutto l'interno è l'imponente altare maggiore, terminato nel 1640, alla cui realizzazione hanno partecipato i maestri austriaci B. Knilling e V. Knoth, oltre a V. Stadler da Trnava e Ferdinando da Cífer. L'altare misura 20,3 m di altezza e 14,8 m di larghezza ed è uno dei più grandi altari di questo tipo in Europa.
Le pitture e le decorazioni degli interni sono il lavoro di artisti come G.B. Rossa, G. Tornini e P. Conti. I dipinti del soffitto sono stati realizzati dai pittori italiani F.I. Grafenstein e C. Ricchi .
Nel dicembre del 1978 papa Giovanni Paolo II ha reso la chiesa cattedrale dell'arcidiocesi di Trnava e l'ha visitata l'11 settembre 2003.